# Siam☆Dream

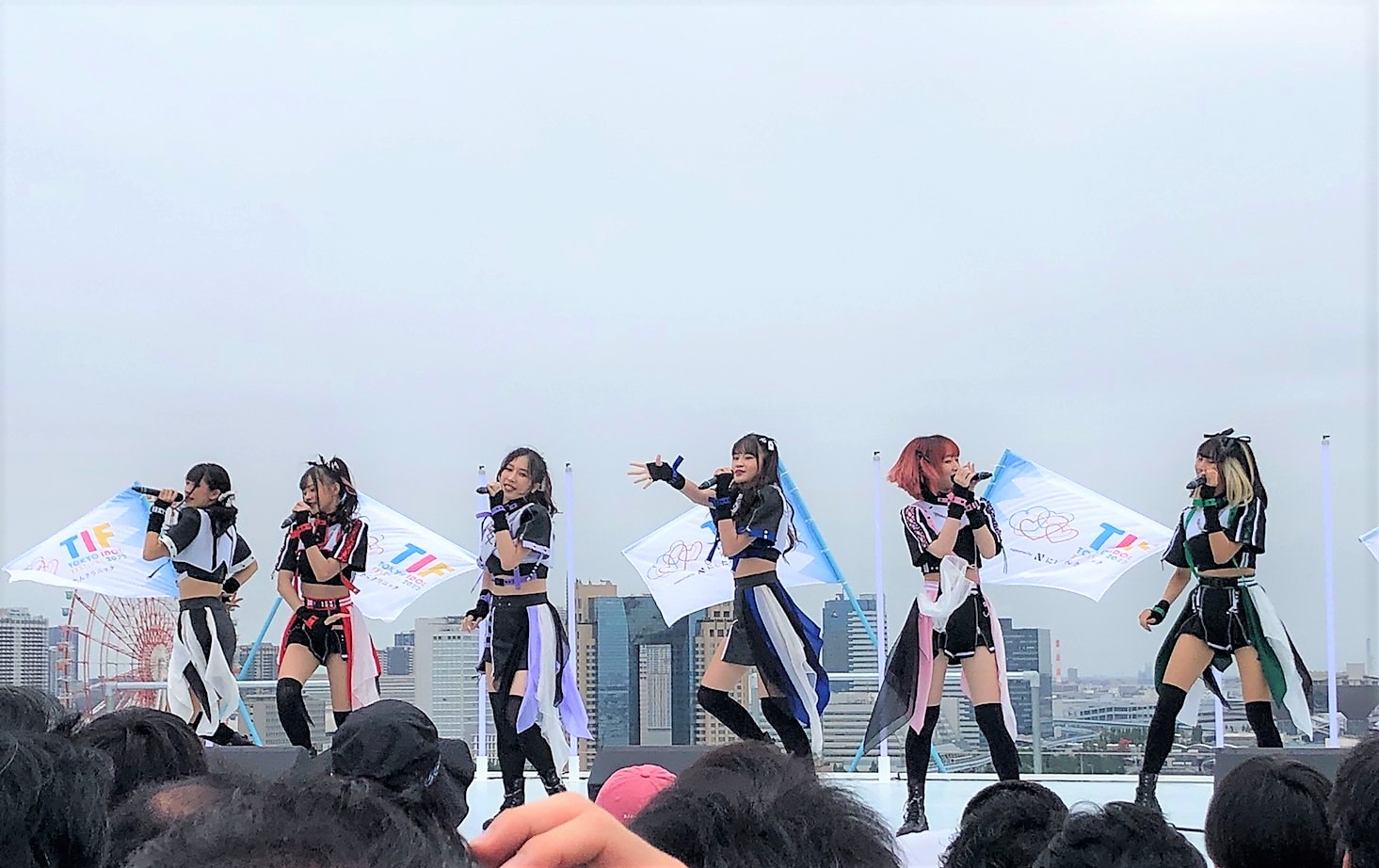
「TIF2022 SKY STAGE」2022年8月6日

Siam☆Dream（サイアム☆ドリーム、タイ語：สยาม☆ดรีม）はタイ・バンコクを拠点に活動する6人組アイドルグループ。所属事務所はSiamdol。READY TO KISSやSAY-LAが所属する日本のアイドルプロダクションI-GETのグループ入りし、I-GETから楽曲や衣装などの提供を受けている。

## 略歴
「タイで日本のアイドルを作りたい」というタイ人プロデューサーの思いから、日タイ混合アイドルグループ構想が生まれる。

### 2018年
- 6月9日、バンコクで開催された「ASIA COMIC CON 2018」で日タイ融合アイドルとしてデビュー。デビュー時のメンバーは日本人のHarupiii（山下春花）、Nico（南にこ）、Hikarin（ヒカリン）、Mary（メリー）から構成される4人組、日本人とタイ人が混合するアイドルグループだった[3] 。

### 2019年
- 1月25日、「JAPAN EXPO THAILAND 2019」で、オーディションで選ばれたIce、Matilda、Fernが加入した7人体制をお披露目[4]。
- 3月2日、池袋サンシャインシティ噴水広場で日本初公演[5]
- 8月3日、「TOKYO IDOL FESTIVAL 2019」に出演[6]。
- 9月8日、体調不良のためNicoが卒業[7]。日本へ帰国。
- 9月11日、Fannyが加入[8]。
- 9月21日、体調不良のためFernが卒業[9]。
- 11月16日 ヤンゴン開催の「JAPAN EXPO 2019 Yangon」に出演[10]

### 2020年
- 2月26日、Harupiiiが契約違反により脱退。
- 9月4日、日本のアイドル運営事務所I-GETと業務提携を発表。同事務所所属のアイドルグループREADY TO KISS、SAY-LA、HOT DOG CATの姉妹グループとなり、楽曲や衣装の提供を受けることになる。
- 9月12日、「Siamdol on Tour 2020」で、MaryとHikarinが卒業。[11]新メンバーMiho、Misaka、Musicを加えた6人の新体制が始動[12]。新オープニングSE「LONG DISTANCE」がお披露目される。日本語詞を元に、タイ語の歌詞が作られ、作編曲を石谷光 (HIKARI/ ACMA, BILLY & THE SLUTS)が手がけた[13]。

### 2021年
- 2月23日、「Long Distance」がコラボ曲として日本の姉妹グループREADY TO KISSのCDに収録

### 2022年
- 8月6日、「TOKYO IDOL FESTIVAL 2022」に出演
- 9月10日、ミサカが卒業。[14]
- 12月23日、日本ご当地アイドル活性協会が選ぶ「2022年下半期アイドルセレクト10」に選出される[15]。

### 2023年
- 2月15日、解散を発表。3月5日がタイでのラストライブ。 3月18日・19日の台湾遠征を最後に解散。[16]

## 最終メンバー
| 名前    | 日本語表記     | 出身地 | 担当カラー | 生年月日              | 備考                            |
| ------- | -------------- | ------ | ---------- | --------------------- | ------------------------------- |
| Ice     | アイス         | タイ   | 赤         | 1996年11月6日（28歳） | 元AKIRA-KURØ                    |
| Matilda | マーティルダー | タイ   | 白         | 10月6日               |                                 |
| Fanny   | ファンニー     | タイ   | 紫         | 8月12日               | 元Black Forest 日本語、韓国語可 |
| Miho    | ミホ           | タイ   | 青         | 2月8日                | 元全列切り特典会                |
| Music   | ミュージック   | タイ   | 緑         | 2月19日               |                                 |

### 元メンバー
| 名前     | 日本語表記 | 本名      | 出身地     | 担当カラー | 生年月日               | 最終在籍日    | 備考                                                            |
| -------- | ---------- | --------- | ---------- | ---------- | ---------------------- | ------------- | --------------------------------------------------------------- |
| Nico     | にこ       | 南 にこ   | 日本・千葉 | 紫         | 6月11日                | 2019年9月8日  | ヘルニアの悪化により卒業 元Asterisk                             |
| Fern     | ファーン   |           | タイ       | オレンジ   | 3月9日                 | 2019年9月21日 | 体調不良で卒業 2019年12月29日よりGranitaに参加                  |
| Harupiii | はるぴー   | 山下 春花 | 日本・千葉 | 青         | 2月12日                | 2020年2月26日 | 重大な契約違反で脱退                                            |
| Mary     | メリー     |           | タイ       | ピンク     | 1997年9月9日（27歳）   | 2020年9月12日 | ArcJewel THAILAND（アークジュエル タイランド）のEuphonie☆に移籍 |
| Hikarin  | ヒカリン   |           | タイ       | 黄色       | 1999年11月15日（25歳） | 2020年9月12日 | Love Letter                                                     |
| Misaka   | ミサカ     |           | タイ       | ピンク     | 2月3日                 | 2022年9月10日 | 元全列切り特典会                                                |